# Marble Waves
Marble Waves is een indie folkband uit Amsterdam en Utrecht met pop en Americana-invloeden. Het eigen werk van de band doet denken aan Fleetwood Mac en kenmerkt zich door dichtende teksten, dromerig gitaarspel en meerstemmige zang. De naam van de band bevat een subtiele tegenstelling: marmer heeft een vaste vorm, terwijl golven altijd bewegen en nooit in dezelfde vorm of plaats zullen blijven.

## Bandleden
- Eveline Armina Haverlag - zang
- Frank Geerlings - gitaar
- Rutger Louwerse - drums en achtergrondzang
- Amé Staal - basgitaar en achtergrondzang
- Merel van ‘t Hooft - gitaar en achtergrondzang

## Liveoptredens
Marble Waves begon met optreden in 2019 tijdens huiskamerconcerten en bij lokale omroepen. In 2020 volgden vanwege de uitbraak van het coronavirus veel afgelaste optredens en vervangende livestreams. Sindsdien speelt Marble Waves op festivals en podia door heel Nederland, waaronder TivoliVredenburg, de Verkadefabriek en Kunst- en Cultuurhuis Cinetol.

## Media-aandacht
De debuut-ep Marble Waves die op 27 november 2020 werd uitgebracht, werd in recensies beschreven als 'een juweeltje', 'een aangename kennismaking met nieuw talent van vaderlandse bodem', 'zes prachtige liedjes', 'aanstekelijke indie/folk-muziek met pop- en Americana-invloeden' en werk dat zich kenmerkt door 'dichtende teksten, dromerig gitaarspel en meerstemmige zang' en 'etherische gitaarpartijen'.
De aan het conservatorium afgestudeerde bassiste Amé Staal werd naar aanleiding van de verschijning van de ep eind 2020 uitgeroepen tot 'Het Talent' in tijdschrift De Bassist. De debuut-ep werd in dezelfde editie van het tijdschrift uitgeroepen tot 'albumtip'.
Zangeres Eveline Armina Haverlag, aan de filmacademie afgestudeerd cinematograaf en regisseur van de videoclips van de band, won op 17 december 2020 onder de naam 'Camera Chick' de slotaflevering van het RTL 4-programma I Can See Your Voice. Zij zong er een duet met Emma Heesters.
Het op 27 september 2023 uitgebrachte album Endless Drifting werd door VPRO's 3voor12 geselecteerd als één van de 'beste Noord-Hollandse releases van september 2023' en omschreven als 'een stemmig album' met 'een tikje Americana'. 